# Lichtensteinia interrupta
Lichtensteinia interrupta là một loài thực vật có hoa trong họ Hoa tán. Loài này được E. Mey. mô tả khoa học đầu tiên.